# Miers-Gletscher
Der Miers-Gletscher ist ein kleiner Gletscher nördlich des Terminus Mountain im ostantarktischen Viktorialand, der den oberen, westlichen Abschnitt des Miers Valley einnimmt.
Kartiert und benannt wurde er von Teilnehmern der Terra-Nova-Expedition (1910–1913) unter der Leitung des britischen Polarforschers Robert Falcon Scott. Der Namensgeber ist unbekannt.